# نغم عبد الزهرة
نغم عبد الزهرة مذيعة عراقية من مواليد (21 ايار 1974)، وهي مقدمة برامج مشهورة كان أول ظهور لها في تلفزيون الشباب أواسط عقد التسعينات من القرن العشرين، حيث عملت لاحقا في قناة الشرقية الفضائية بعد غزو العراق في عام 2003 وقدمت فيها عدة برامج منها «بطاقة تموينية» و «بطاقة شخصية»، هي عضو جمعية المذيعين في العراق، إنتقلت للعمل في قناة البغدادية من القاهرة حيث قدمت برنامج (ساعة ونص)، وكان يعرض مرتين في الأسبوع في يومي الأحد والأربعاء عند الساعة العاشرة مساء بتوقيت مدينة بغداد والثامنة مساء بتوقيت مدينة القاهرة،

## محاولة إغتيالها
في يناير عام 2006 تعرضت لاقتحام شقتها في حي الرسالة جنوب بغداد من قبل خمسة مسلحين مجهولي الهوية في محاولة لإختطافها أو إغتيالها، مما حدا بها إلى إلقاء نفسها من شرفة الشقة الأمر الذي أدى إلى إصابتها بكسور نتيجة ذلك،